# 坂上友香
坂上 友香（さかがみ ゆか、1978年8月31日 - ）は、日本のAV女優、ストリッパー。

## 略歴
東京都出身。2000年に「坂上友香」としてAVデビュー。
2000年1月8日、東洋ショー劇場で、ストリップでもデビュー。
2004年頃に一度引退するが、2006年に復帰。
2008年7月に所属事務所を移籍し「南ナミ（みなみ なみ）」に改名。
2008年12月より再び、「坂上友香」として活動再開。

## 出演作品

### アダルトビデオ

#### 坂上友香 名義
2000年
- ときめきの瞬間 （4月27日、マルクス兄弟）
- 愛モード （8月10日、冒険王）
- Angel （11月1日、アイデアポケット）
- Wild Thing! （12月6日、桃太郎映像出版）

2001年
- 女子校生監禁凌辱 鬼畜輪姦 32 （1月1日、アタッカーズ）
- 龍縛愛玩調教 12 アイドル女優 （2月1日、アタッカーズ）
- 艶 Part7 （3月30日、グローリークエスト）
- 早熟痴女 （4月25日、グローリークエスト）
- 女ハ男ヲ目デ犯ス。 18th （7月6日、ワープエンタテインメント）共演:川浜理奈、田代幸恵
- 強制露出マニアックス （11月16日、VIP）オムニバス作品 他出演:泉星香、須田琴美
- ゴールド痴女シャワー 2 （12月15日、タケチャンマン）
- 先生が「教えてあげる」 2 （12月15日、ネクストイレブン）オムニバス作品 他出演:清川百合、栗原えみ子

2002年
- しようよっ! （1月18日、VIP）オムニバス作品 他出演:山口玲子、結城杏奈、泉星香、梶原まゆ、須田琴美
- フェロモンボディーのお姉さん!! おしゃぶり姫、潮吹き姫!! （1月19日、コロナ社）オムニバス作品 他出演:杉本セリカ
- THE 家庭教師 4 （5月4日、フリービジョン）オムニバス作品 他出演:葉月加奈

2003年
- レイプするなら巨乳に限る! 揺れる巨乳がオスの下半身を刺激する （3月31日、コロナ社）…ムニバス作品 他出演:相沢瞳、加藤エリカ
- 愛モード 競演 （5月18日、冒険王）オムニバス作品 他出演:伊勢千晴
- ねぇ、コスプレでHしよ （12月15日、マルクス兄弟）

2004年
- 微熱台風 （2月15日、マルクス兄弟）
- 奥さん、美味しそうな乳と尻してまんな～ ウエストのくびれもドキドキでっせ! （8月28日、コロナ社）オムニバス作品 他出演:永井亜季、松井真利子、小谷美佳

2006年
- 復活!!! 超デジモ （9月22日、レアル・ワークス）
- S級素人ギャル千人斬り! vol.8 （9月22日、ケイ・エム・プロデュース）オムニバス作品 他出演:大石もえ、藤原ミカ、あだちももこ、蒼井マキ、柏木はる
- 素人痴女 3 チ○ポを頬張るエロ素人娘達… （10月20日、ケイ・エム・プロデュース）オムニバス作品 他出演:愛川ルナ、あだちももこ、飯島夏希、蒼井マキ
- ボクとママとデジタルモザイク 完全版 （10月27日、Nadeshiko）
- イイオンナとデジタルモザイク 完全版 （11月17日、Nadeshiko）

2007年
- 坂上友香の性感はどこまであがるのか! 28歳のなでしこのイキっぷりをたっぷりご覧下さい! 完全版 （1月19日、Nadeshiko）
- なでしこコレクション 坂上友香総集編 完全版 （3月16日、Nadeshiko）
- Departures 2 （5月13日、チャンネル・ヴィ）
- 痴漢の虜 ～痴漢に快楽を見出した二人のオンナ～ （6月7日、WOMAN）共演:翔田千里
- ダッチワイフ妻 No.9 （6月13日、グローリークエスト）
- シングルマザー （9月5日、小林興業）
- おかあさんのパンスト （10月19日、MARIA）
- 美熟女温泉 （11月30日、マキシング）オムニバス作品 他出演:小池絵美子、間宮いずみ
- 匠の部位 （12月1日、AVS）共演:白鳥涼子

2008年
- 中出しお義母さんが教えてあげる 禁断の義母膣出し 3時間 （1月1日、ビッグモーカル）オムニバス作品 他出演:望月加奈、麻生岬、魚住里奈、川瀬さやか、愛乃彩音
- お忍び不倫旅行 ～堀口奈津美・坂上友香～ （1月1日、NIRVANA）オムニバス作品 他出演:堀口奈津美
- エロ人妻温泉密会 （2月29日、シャッフル）
- 団地妻 乱れ堕ちていく午後の団地妻たち 3時間 （3月14日、ビッグモーカル）オムニバス作品 他出演:翔田千里、望月加奈、坂本梨沙、川瀬さやか、南沙也香
- 私は痴女 人妻編 奥さん!可愛いオ○コやね （4月11日、クリスタル映像）オムニバス作品 他出演:倉本まりこ、押切あやの、水野優、大貫あずさ、堀越香奈
- 昼下がりの淫ら妻 27 （5月30日、クリスタル映像）オムニバス作品 他出演:榊原四季、石黒京香、中村綾乃、桜井京香、倉橋舞
- 中年男の夢を叶えるセックス やりたい放題! （9月25日、ながえスタイル）オムニバス作品 他出演:陽多まり、菊川麻美、宮崎あい、綾女、円城ひとみ

2010年
- 射精後に敏感になっている亀頭をイジリまわして、更にもう一度、射精させてア・ゲ・ル  (7月2日、映天)オムニバス作品 他出演:南ありさ、保坂友利子、宮崎涼子、内田美奈子

#### 南ナミ 名義
2008年
- 近親相姦 巨乳義姉に夫と息子を寝取られた美尻母 「息子のチ○ポは私専用」（11月20日、グローリークエスト）共演:望月加奈
- 義母相姦 （12月13日、隼エージェンシー）
- フェラコレ 熟女編 III 21人のフェラマダム（12月13日、隼エージェンシー）出演:高坂保奈美、立木ゆりあ、藤宮櫻花、芹沢舞、竹内順子、竹井ゆかり、艶堂しほり、松浦ゆき、北沢ひとみ、安西里緒菜、若槻尚美、佐野ともか、堀越香奈、桧山すず、大嶺貴美子、中山かすみ、岡田加奈恵、久我舞、前野美伽、大沢芽衣

2009年
- 私は痴女 人妻編 奥さん!そげんヨカトですか（1月16日、クリスタル映像）出演:黒谷彩乃、合沢萌、竹内梨乃
- 義姉さん、昼間からよばいです 24（1月30日、クリスタル映像）出演:夢見ほのか、前野美伽、牧野えりな
- E-BODY（3月13日、E-BODY）